# Daniela Goggi (album 1981)
Daniela Goggi è la prima raccolta di  Daniela Goggi, pubblicata nel 1981.

## Descrizione
L'album raccoglie 12 brani dalla discografia di Daniela Goggi, registrati tra il 1976 e il 1980, di cui uno in coppia con la sorella Loretta, nel periodo in cui era sotto contratto con l'etichetta CGD per la serie Record Bazaar.
Nell'album compaiono per la prima volta su LP i brani Ma che mi fai, lato b del singolo Oba-ba-luu-ba che all'epoca non fu inserito nell'album Daniela Goggi canta Oba-ba-luu-ba e altre canzoni per bambini, Domani, brano inciso in coppia con Loretta, Il professore, Mezza stella, Una piazza per due e Ci vuole un carnevale, pubblicati fino a quel momento solo su 45 giri.
Gli altri brani inseriti nella compilation erano già apparsi nell'LP Il ribaltone.
Il disco è stato pubblicato nel 1981 in un'unica edizione, in formato LP ed MC con numero di catalogo RB 308, al termine della scadenza decennale del contratto della Goggi con la CGD.
L'album non è mai stato ristampato in CD o in digitale, seppure tutti i brani presenti al suo interno siano stati pubblicati in altre compilation sia su supporto fisico che digitale.

## Tracce
1. Domani (con Loretta Goggi)
2. Il professore
3. Sto ballando
4. Ma che mi fai
5. Lo scemo del villaggio
6. Oba-ba-luu-ba
7. Jumbo jet
8. Monkey Monkey - Scimmia Scimmia
9. Tu e l'estate
10. Una piazza per due
11. Mezza stella
12. Ci vuole un carnevale